# 서울상신초등학교
서울상신초등학교는 대한민국 서울특별시 은평구 신사동에 있는 공립 초등학교이다.

## 학교 연혁
- 1982년 11월 11일 서울상신국민학교 개교(설립인가 7월 7일)
- 1995년 10월 26일 급식실 개설
- 1996년 3월 1일 현재 교명으로 변경
- 2000년 10월 24일 교단 선진화 사업 및 학내 전산망 구축 공사
- 2003년 12월 24일 특별교실 신축(과학실, 시청각실, 도서실)
- 2004년 8월 25일 3교실 증축(자료제작실, 연구실, 체력단련실)
- 2005년 8월 20일 교사 둘레 아스콘, 투스콘 아스팔트 포장 완료
- 2005년 8월 25일 본관, 신관 상수도 직수공사 완료
- 2006년 8월 30일 방송실 공사 완료 및 방송시설 정비
- 2006년 9월 25일 멀티미디어실 책상, 칠판 교체 및 컴퓨터 3대 설치
- 2006년 12월 17일 운동장 잔디구장 공사 완료
- 2007년 7월 25일 노후 방송실 보수(리모델링) 완료
- 2007년 12월 13일 창호 교체 완료
- 2016년 2월 19일 제33회 졸업식(122명, 누계 7754명)
- 2017년 2월 17일 제34회 졸업식(110명, 누계 7864명)
- 2017년 8월 18일 본관 앞 운동장 스탠드 설치, 교사동 외부 도장공사
- 2018년 1월 23일 교문 앞 통학로 개선 공사 및 교문 확장
- 2018년 2월 13일 제35회 졸업식(117명, 누계 7981명)
- 2019년 2월 15일 제36회 졸업식(121명, 누계 8102명)

## 학교 상징
- 교화 - 철쭉 : 무리를 이루어 화사하게 피는 꽃은 우리 학교 학생, 학부모, 선생님들 공동체간의 사랑의 기쁨을 상징
- 교목 - 은행나무 : 푸른빛은 희망과 평화를 황금빛과 영광과 결실을 천년의 장수는 영원무궁을 상징

## 참고 자료
- 서울상신초등학교 - 한국교육학술정보원 학교알리미